# Raketen- und Waffentechnischer Dienst

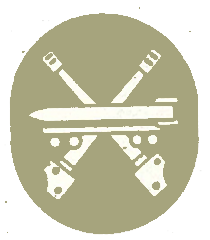
Dienstlaufbahnabzeichen für Soldaten des Raketen- und Waffentechnischen Dienstes der NVA

Dem Raketen- und Waffentechnischen Dienst, abgekürzt RWD, der ehemaligen Nationalen Volksarmee der DDR oblag für die Landstreitkräfte der NVA die rechtzeitige, vollständige und ununterbrochene Sicherstellung der Truppen mit Bewaffnung, Raketentechnik und Munition sowie die Organisation planmäßiger Instandhaltungsmaßnahmen. Der Raketen- und Waffentechnische Dienst war damit für die Beschaffung, die Bevorratung und Lagerung, die technische Einsatzbereitschaft und die Zuführung von Waffen und Munition der Landstreitkräfte verantwortlich. Zur Wahrnehmung dieser Aufgabe wurden auf den verschiedenen Führungsebenen Abteilungen, Unterabteilungen und Arbeitsgruppen gebildet. Weiterhin verfügte der Raketen- und Waffentechnische Dienst über spezielle Werkstätten und Lager, in denen Bewaffnung und Munition instand gesetzt und gelagert wurde. Das Spektrum der zu betreuenden Bewaffnung reichte dabei vom Kappmesser bis zur Kurzstreckenrakete und schloss optische Geräte, Führungssysteme, Rechengeräte und Funkmessgeräte ein. Ebenso umfangreich war das Spektrum der zu betreuenden Munition. In den 1990er Jahren war RWD für fast 1400 Positionen an Bewaffnung und Ausrüstung und für 1290 Munitionsarten mit einem Gesamtgewicht von 245.000 t verantwortlich.

## Hintergrund
Die NVA der DDR folgte bei der Organisation der materiellen Sicherstellung weitgehend den Prinzipien der Sowjetarmee, die letztendlich auf Erfahrungen der Reichswehr und Wehrmacht zurückgriff. Neben den Befehlssträngen zur Führung von Einheiten und Verbände wurden für spezielle Ausrüstung und Bewaffnung sogenannte Fachdienste geschaffen. Operativ dem jeweiligen Truppenkommandeur unterstellt, waren die Fachdienste für Fragen der Materialbeschaffung und -erhaltung dieses Gerätes verantwortlich. Fachlich unterstanden die jeweiligen Organisationselemente dieser Fachdienste dem entsprechenden Element der nächsthöheren Führungsebene. Neben dem RWD bestanden in der NVA beispielsweise der Panzerdienst, der Kraftfahrzeugtechnische Dienst, der Chemische Dienst oder der Medizinische Dienst.
Ein Vorteil dieses Systems war die hohe Qualifikation und die damit einhergehende hochgradige Spezialisierung des Personalbestandes; auch wurde der Truppenführer von Fragen der materiellen Sicherstellung weitgehend entlastet. Als Nachteile können der Aufbau paralleler Führungsstrukturen und der notwendige hohe Personalbedarf gelten.
Mit der Einführung komplexer Waffensysteme gestaltete sich die Zusammenarbeit der einzelnen Fachdienste komplizierter. War bei der 37-mm-Flak 61-K der RWD noch für alle Elemente des Waffensystems allein zuständig, erstreckte sich seine Zuständigkeit bei der Fla-Sfl ZSU-23-4 auf die Primärstromversorgung, die Waffenanlage, das Radargerät und das Rechengerät, während der Panzerdienst für das Fahrgestell und die Antriebsanlage verantwortlich zeichnete. Die Zusammenarbeit der einzelnen Fachdienste musste koordiniert, Nutzungsfristen und Instandsetzungen aufeinander abgestimmt werden.

## Personal

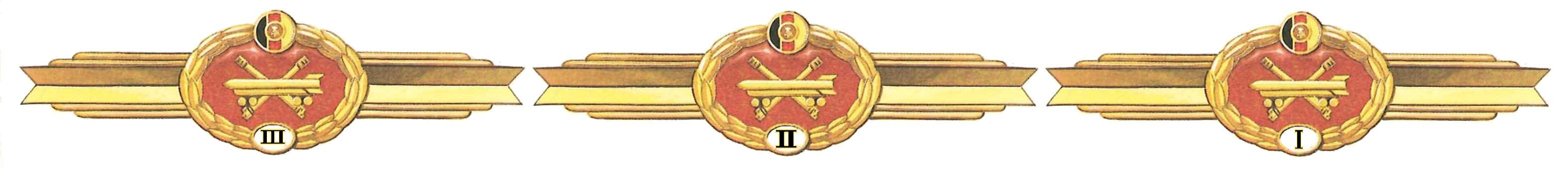
Klassifizierungsabzeichen für Soldaten des Raketen- und Waffentechnischen Dienstes

Während in den Stäben der Einheiten und Verbände vorrangig Offiziere, Fähnriche und Unteroffiziere Dienst taten, die über eine entsprechende technische Ausbildung und einen Abschluss als Ingenieur bzw. Techniker verfügten, kamen in den Werkstätten und Lagern auch Wehrpflichtige, aber auch qualifizierte Zivilbeschäftigte zum Einsatz. Im Regelfall verblieben die Offiziere, Fähnriche und Berufsunteroffiziere während ihres gesamten Dienstverhältnisses im Raketen- und Waffentechnischen Dienst und wurden je nach Eignung und Befähigung für den Dienst in höheren Stäben und Kommandobehörden bzw. in Führungsfunktionen des RWD eingesetzt.
Da die Ausbildung der Offiziere des RWD teilweise hochspezialisiert war, andererseits nur ein kleiner zahlenmäßiger Bedarf bestand, wurden diese vorrangig an Ausbildungseinrichtungen der Sowjetarmee ausgebildet. Das zunächst sechsjährige, ab 1981 fünfjährige Studium schloss mit der Ernennung zum Leutnant und der Verleihung des akademischen Grades eines Diplom-Ingenieurs ab. Ausbildungseinrichtungen in der Sowjetunion, an denen Offiziere des RWD ausgebildet wurden, waren die Fla-Raketentechnische Hochschule S. M. Kirow in Kiew sowie die Offiziershochschulen der Artillerie in Kasan und Pensa. Einzelne Offiziere wurden auch an der Offiziershochschule der Landstreitkräfte „Ernst Thälmann“ in der DDR ausgebildet. Bis zum Beginn der 1980er Jahre erhielten einzelne Offiziere des RWD ihre fachliche Qualifikation als Offiziershörer an der Militärakademie der Truppenluftabwehr "Marschall der Sowjetunion Wassilewski" in Kiew. Die weitere Qualifikation geeigneter Offiziere erfolgte an der Militärakademie „Friedrich Engels“ der NVA oder der Militärakademie der Artillerie “M. I. Kalinin” in Leningrad.
Unteroffiziere erhielten ihre Ausbildung vorrangig an Raketenausbildungszentrum 40 (RAZ-40) in Prora oder am Fla-Raketenausbildungszentrum 40 (FRAZ-40) in Zingst.
Die Weiterbildung der Angehörigen des RWD erfolgte durch eine Vielzahl von Lehrgängen, die insbesondere in Vorbereitung der Einführung neuer Waffensystem in militärischen Einrichtungen der Sowjetarmee durchgeführt.
In Stabs- und Truppenübungen wurden die Abläufe bei der Versorgung mit Munition und von Instandsetzungsarbeiten regelmäßig geübt. Dabei griff der RWD auf eine große Anzahl von Reservisten zurück.
Soldaten des Raketen- und Waffentechnischen Dienstes waren angehalten, ihre Qualifikation regelmäßig in Prüfungen nachzuweisen. Die erfolgreich bestandene Prüfung wurde durch das Tragen eines Klassifizierungsabzeichens dokumentiert. Das Abzeichen wurde – in Abhängigkeit von der Prüfung – in drei Stufen verliehen. Das Zuerkennen des Klassifizierungsabzeichens war mit einer finanziellen Zuwendung verbunden.

## Dienstgrade, Uniform und Waffenfarbe
Die Waffenfarbe der Soldaten des Raketen- und Waffentechnischen Dienstes war ebenso wie die der Raketentruppen und Artillerie und der Truppenluftabwehr ziegelrot. Bis 1974 war diese an den Biesen, Vorstößen und Kragenspiegeln sowie Schulterstücken bzw. -klappen der Uniform noch erkenntlich, danach für Offiziere nur noch an den Schulterstücken. Unteroffiziere behielten bis 1979 die ziegelrote Kantillenfüllung der Kragenspiegel bei.

## Entwicklung
Der Waffentechnischer Dienst (WD) wurde bereits 1956 mit Gründung der Nationalen Volksarmee aufgestellt. Da der WD in den 1950er Jahren neben Schützenwaffen und -munition hauptsächlich für Artilleriewaffen und artilleristisches Zubehör verantwortlich war, unterstand der WD zunächst dem Chef Artillerie. Auch nachdem sich die Flakartillerie, zunächst Teil der Artillerie, als Truppenluftabwehr zur eigenständigen Truppengattung entwickelt hatte, und die entsprechende Technik und Bewaffnung vom RWD zu verantworten war, änderte sich an dieser Unterstellung zunächst nichts. 1962 wurde die Truppengattung Artillerie in Raketentruppen und Artillerie umbenannt, folgerichtig änderte sich die Bezeichnung des Chefs Artillerie in Chef Raketentruppen und Artillerie, die Änderung des Namens des Waffentechnischen Dienstes in
Raketen- und Waffentechnischer Dienst erfolgte jedoch auch 1972.
Ebenfalls 1972 wurde der RWD im Zuge tiefgreifender Organisationsänderungen der NVA, in deren Zuge auch das Kommando Landstreitkräfte entstand, dem Chef Rückwärtige Dienste unterstellt. Dieses Unterstellungsverhältnis blieb bis 1983 bestehen. In diesem Jahr erfolgte die Unterstellung unter den Chef Technische Dienste, die 1990 Bestand hatte. Infolge des gesellschaftlichen Umbruches in der DDR wurde das Ministerium für Nationale Verteidigung in Anlehnung an die Strukturen der NATO-Länder umstrukturiert. Der RWD unterstand bis zur Auflösung der NVA dem Chef Sicherstellung. Aufgaben und Organisationsstruktur der RWD änderten sich jedoch nicht.

## Aufgaben

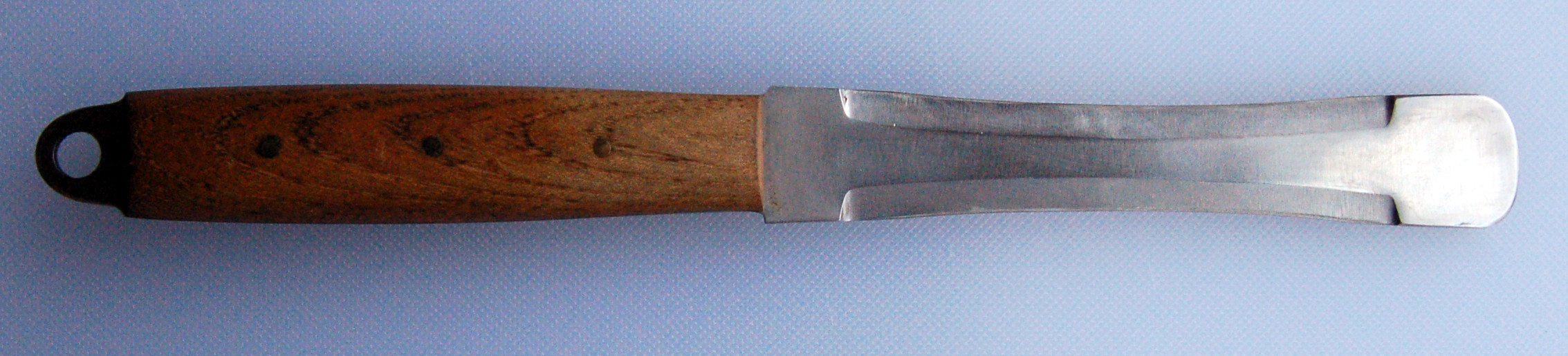
Das Fallschirmkappmesser gehörte zum Gerät, das durch den RWD betreut wurde

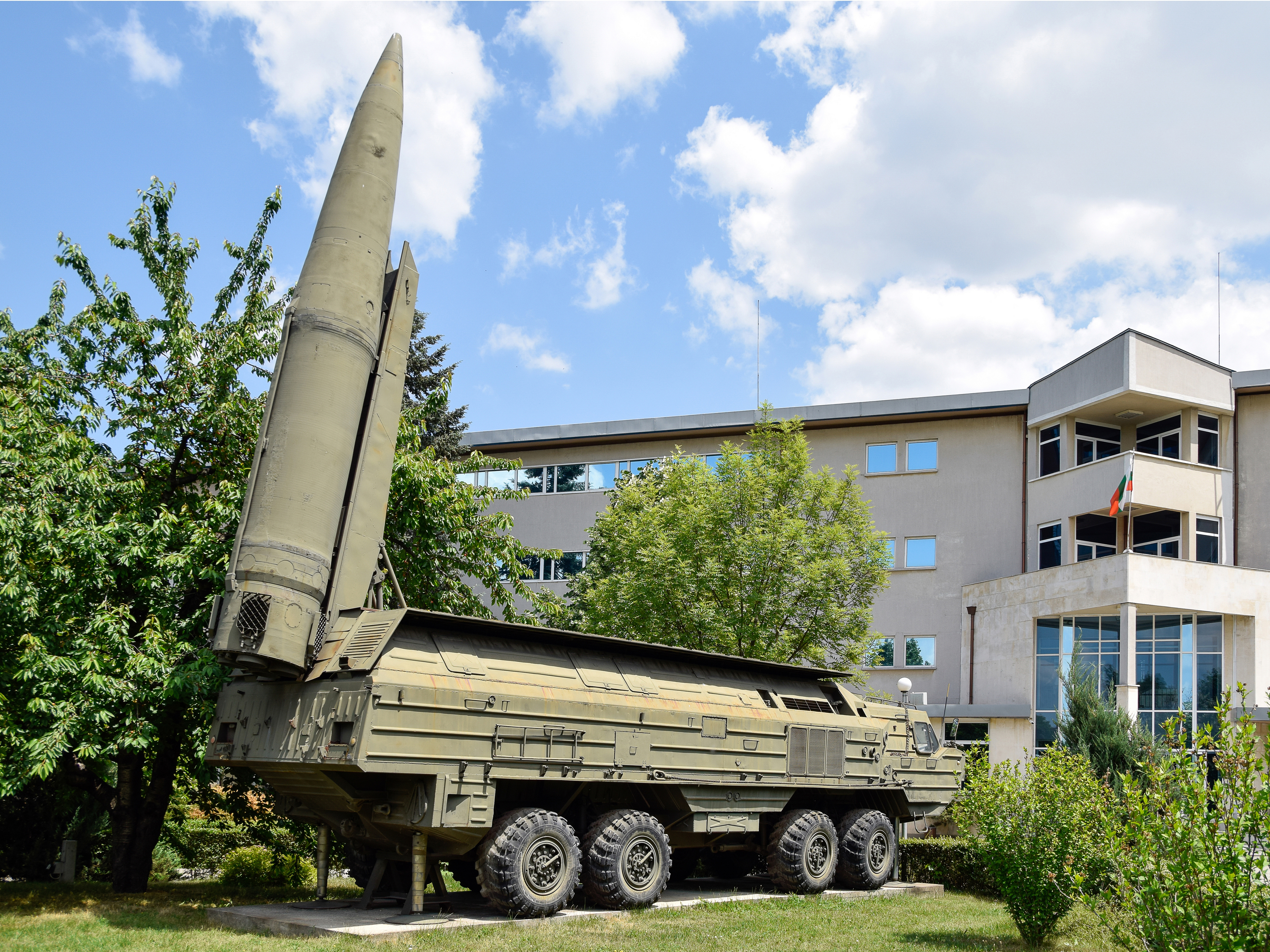
Auch für die OTR-23 Oka war der RWD zuständig.

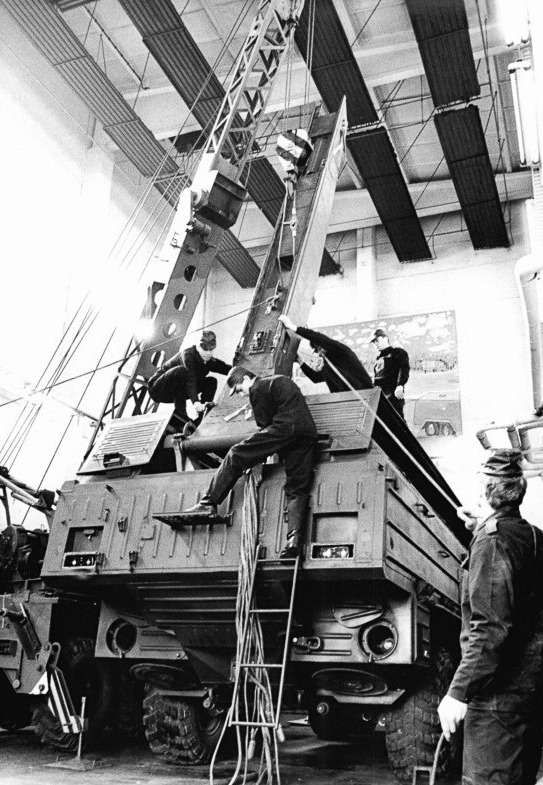
Mit Auflösung der NVA wurde in Verantwortung der RWD Technik und Bewaffnung verschrottet, wie hier die OTR-23 Oka, sofern sie nicht als sogenannte sensitive Technik an die Sowjetunion zurückgegeben wurde oder anderweitig genutzt werden konnte.

Die Aufgaben des Raketen- und Waffentechnischen Dienstes bleiben während des Bestehens der NVA im Wesentlichen unverändert, wurden jedoch ständig an die vorhandene Technik und Bewaffnung sowie an die Organisationsstrukturen angepasst.
Der RWD war primär für die Verfügbarkeit und die technische Einsatzbereitschaft der Technik, Bewaffnung und Munition verantwortlich.
Der RWD bewirtschafte die ihm unterstellten Munitionslager und führte die zu den Verbänden und Einheiten gehörenden Standortmunitionslager fachlich. In den Divisionen der NVA waren jeweils mehr als 4.000 t Munition vorhanden, davon rund 2.000 in den Standortmunitionslagern eingelagert. Die Mobilmachungsdivisionen verfügten über 3.000 bis 4.000 t Munition, die zum größten Teil in den Munitionslagern eingelagert war. Diese Munition musste regelmäßig geprüft, gelagert, gewartet und für die Übergabe an die verbrauchenden Truppenteile oder zur Entsorgung vorbereitet werden, der Transport selbst erfolgte jedoch durch die Rückwärtigen Dienste oder die verbrauchenden Truppenteile. Im Zuge der Auflösung der NVA konnte eine ordnungsgemäße Lagerung, aber auch die Bewachung der einzelnen Munitionslager nicht mehr sichergestellt werden. Daher wurde Munition in wenigen Munitionslagern zusammengefasst. Dabei kam es zu einer Überbelegung. Im Munitionslager 22 wurden 40.400 t Munition eingelagert, obwohl das Lager nur für 30.000 t ausgelegt war. Im für 19.430 t ausgelegten Munitionslager 15 lagerten 25.460 t, davon über 5.600 t in Freistapeln und 340 t ohne Blitzschutz.
Zu den Aufgaben des RWD gehörte auch die Führung der entsprechenden Bestandsnachweisdokumente für Bewaffnung, Raketen und Munition. Dazu gehörte der Nachweis der Blank- und Schützenwaffen, aber auch des optischen und artillerietechnischen Gerätes und der verschiedenen Waffensysteme. In einer Division waren dabei Dokumente für ungefähr 22.000 Schützenwaffen und ungefähr eine gleich hohe Anzahl an optischen und artillerietechnischen Geräten zu führen. Diese Bestandsnachweisdokumente bildeten auch eine Grundlage für den operativen Nachweis über die Hauptarten der Bewaffnung, Raketen und Munition. Dieser Nachweis gab den jeweiligen Kommandeuren einen Überblick über Verfügbarkeit und Einsatzbereitschaft der wichtigsten Waffensysteme und Munition und war Voraussetzung für die Entwicklung der operativen Planung.
Eine weitere Aufgabe des RWD war die Planung von Instandsetzungsarbeiten. Diese Instandsetzungsarbeiten wurden entweder nach Erreichen festgelegter Nutzungskennziffern oder nach Zeitablauf geplant. Diese planmäßigen Instandsetzungsarbeiten wurden in den aufgeführten Instandsetzunsgeinrichtungen des Kommandos Landstreitkräfte und der Militärbezirke, aber auch in den Instandsetzungsbataillonen und -kompanien der Divisionen und Regimenter durchgeführt. Größere Instandsetzungsarbeiten wurden in Betrieben der Volkswirtschaft der DDR durchgeführt. Bestimmte Technik, wie Fla-Raketen- und Raketensysteme, Funkmessgeräte und Führungseinrichtungen, wurde auch in der UdSSR bzw. der damaligen Volksrepublik Ungarn instand gesetzt. Im Jahr 1990 war die Instandsetzung für 195 Hauptarten der Bewaffnung zu planen. Dafür standen für Instandsetzungen in der DDR 55 Millionen Mark der DDR zur Verfügung, für Instandsetzungen im Ausland etwa 75 Millionen Mark.
Ab Mitte der 1980er Jahre standen für die Bestandsnachweisführung und Instandsetzungsplanung DV-Anwendungen zur Verfügung, die im Kommando Landstreitkräfte entwickelt wurden. Für die Erarbeitung der operativen Nachweise und die Zuarbeit zur operativen Planung der jeweiligen Kommandeure wurden automatisierte Feldführungssysteme genutzt, die die Eingabe, Pflege und Übermittlung der Daten sowie die kollaborative Erarbeitung von Befehlen ermöglichten.
In Verantwortung des RWD wurden auch sogenannte Wirkungsschießen geplant und durchgeführt. Diese Schießen dienten zur Beurteilung der Wirkung verschiedener Waffensysteme, der Anfälligkeit der eigenen Technik gegenüber Beschussschäden und der Planung von Verfahren zur behelfsmäßigen Instandsetzung. Geschossen wurde mit halber Munitionsnorm auf reale Ziele in und außerhalb von Deckungen.

## Organisationsstruktur
Elemente des Raketen- und Waffentechnische Dienst waren in den Landstreitkräften der NVA vom Ministerium für Nationale Verteidigung (MfNV) beginnend in allen Führungsebenen vorhanden. Nachfolgend wird die Struktur ab Mitte der 1980er Jahre dargestellt.

### Ebene Ministerium für Nationale Verteidigung

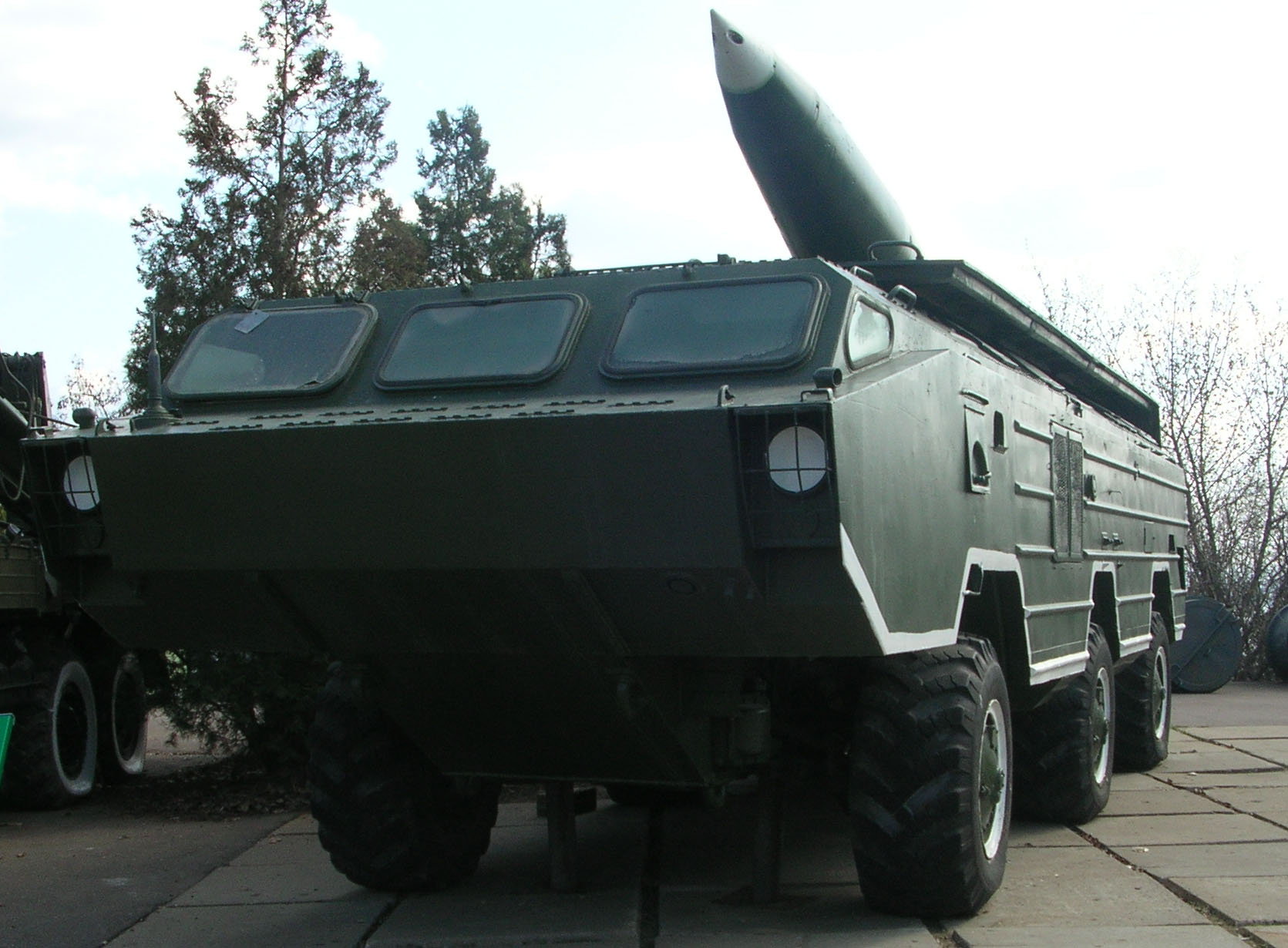
Raketenkomplexe wie die 9K79 Totschka wurden in der RTB-2 übernommen und für den Einsatz in der NVA vorbereitet.

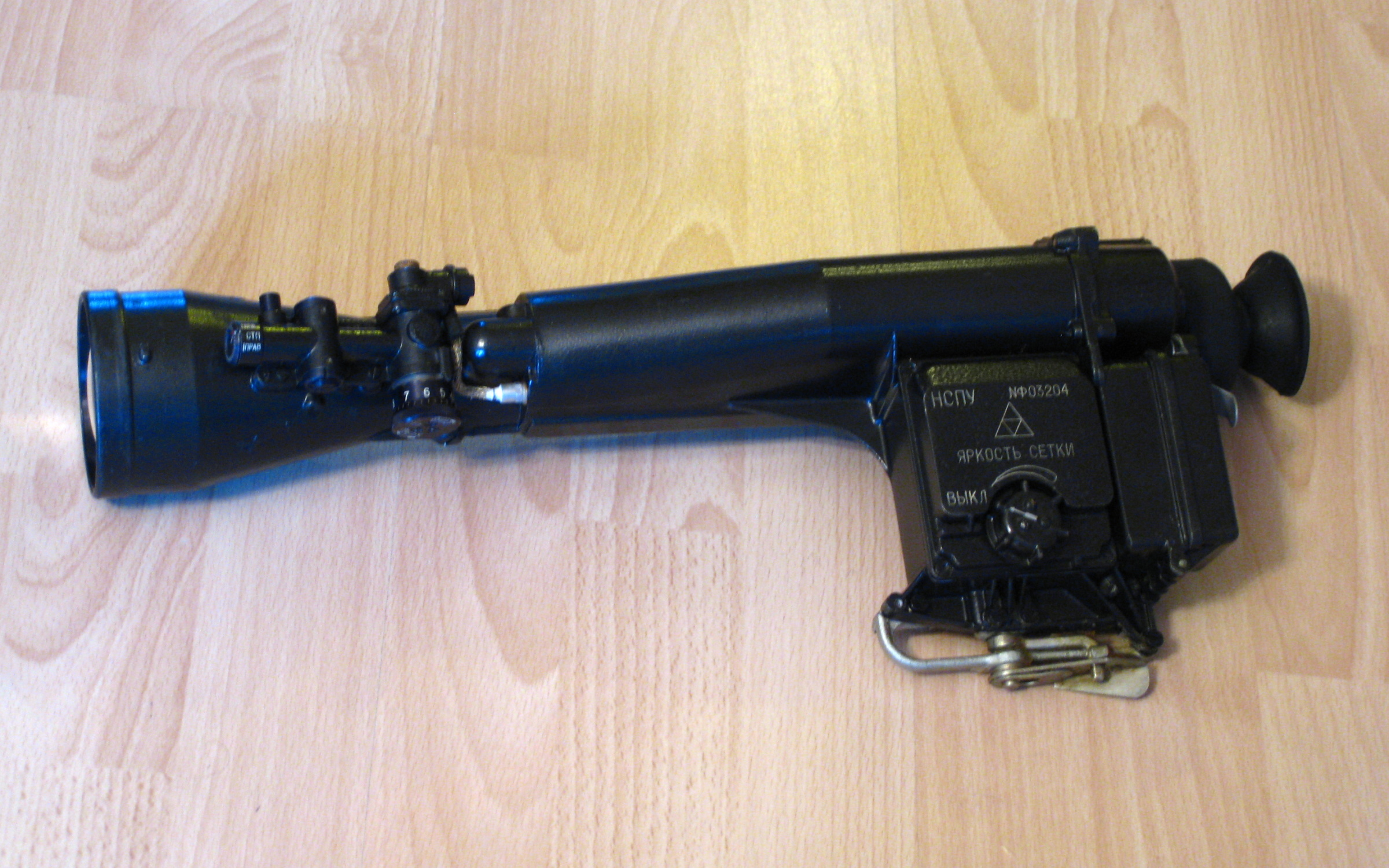
Andere Technik und Bewaffnung, wie hier das Nachtsichtgerät NSPU, wurde im RWTL-2 übernommen und für den Einsatz in der NVA vorbereitet.

Im Ministerium für Nationale Verteidigung bestand eine Verwaltung Raketen- und Waffentechnischer Dienst als höchstes fachliches Führungsorgan des Raketen- und Waffentechnischen Dienstes vorhanden. Geführt wurde die Verwaltung vom Chef Raketen- und Waffentechnischer Dienst der NVA, der dem Chef des Bereiches Technik und Bewaffnung der NVA unterstellt war. Letzter Chef Raketen- und Waffentechnischer Dienst der NVA war Generalmajor Heinz Hampel. Diese Abteilung nahm nicht nur ministerielle Aufgaben war, ihren waren auch Einrichtungen und Lager unterstellt. Diese Vermischung ministerieller und operativer Aufgaben sollte ursprünglich durch die Bildung des Kommandos Landstreitkräfte beseitigt werden, für den RWD bleiben jedoch Aufgaben und Unterstellungsverhältnisse bestehen.
Der Verwaltung RWD direkt unterstellt waren
- das Raketen- und Waffentechnische Lager 2 (RWTL-2)
- die Raketentechnische Basis 2 (RTeB-2)
- die Instandsetzungsbasis für Bewaffnung 2 (IBB-2)
- die Instandsetzungsbasis für Munition 2 (IBM-2)
- das Labor für Munition 2 (LfM-2)
- das Munitionslager 32 (ML-32)
- das Munitionslager 42 (ML-42)
- das Munitionslager 22 (ML-22) in Weichensdorf bei Beeskow
- zwei weitere Teillager (in Güterfelde und Gorgast)

Das Raketen und Waffentechnische Lager 2 in Hennersdorf diente als Importlager für Technik und Bewaffnung des RWD mit Ausnahme von Raketen und Raketentechnik. Die vorrangig aus der Sowjetunion, aber auch aus anderen Staaten importierte Technik wurde hier für den Einsatz in der NVA vorbereitet. Dazu gehörte die Umrüstung entsprechend den in der DDR bzw. NVA gültigen Technischen Normen, Gütevorschriften und Lieferbedingungen, aber auch die Einrüstung von in der NVA gebräuchlichen Ausrüstungsteilen. Die für die Instandsetzung der Technik und Bewaffnung benötigten Ersatzteile, Werkzeuge und Zubehör wurden ebenso wie Verbrauchsmittel im RWTL-2 gelagert. Nach Nutzungsende wurde Technik und Bewaffnung des RWD ebenfalls im RWTL-2 demilitarisiert oder verschrottet.
Die Raketentechnische Basis – 2 in Brück diente als Importlager für Raketen und Raketentechnik. Die im Regelfall aus der Sowjetunion importierte Technik wurde geprüft, gegebenenfalls deutschen Vorschriften entsprechend umgerüstet und eingelagert. Die planmäßig anfallenden Regelarbeiten an den Fla-Raketen sowie an den Kurzstreckenraketen des Waffensystems 8K14 (SS-1c Scud-B) wurden in der RTeB-2 durchgeführt. Für die Arbeiten an den Raketen 9M79 (SS-21 Scarab) und 9K714 Oka (SS-23 Spider) wurde Personal und Technik der Beweglichen Raketentechnischen Basen 3 und 5 herangezogen. Schließlich war die RTeB-2 auch für die Zuführung von Raketen, Fla-Raketen und Gefechtsköpfen an die Truppenteile der Raketentruppen und Artillerie sowie der Truppenluftabwehr zuständig. Im Verteidigungsfalle wurden aus der RTeB-2 zwei Raketentransportabteilungen (plus ein stationäres Raketenlager) gebildet, welche die Beweglichen Raketentechnischen Basen und die Beweglichen Fla-Raketentechnischen Basen der beiden  Armeen der NVA-Landstreitkräfte zu versorgen hatten.
In der Instandsetzungsbasis für Bewaffnung – 2 in Doberlug-Kirchhain wurde die vom RWD zu betreuende Technik und Bewaffnung instand gesetzt und gegebenenfalls modernisiert. Ähnliche Aufgaben auf dem Gebiet der Munition nahm die Instandsetzungsbasis für Munition – 2 in Vogelsang war.
Im Munitionslager – 32 in Wolfsruh und im Munitionslager – 42 in Vogelsang wurde Schützen-, Artillerie- und Fla-Munition mit Ausnahme von Raketen und Fla-Raketen gelagert und instand gesetzt.

### Ebene Kommando Landstreitkräfte
In der Endphase der NVA bestand beim Kommando der Landstreitkräfte der NVA (Kdo LaSK) die Abteilung RWD. Geführt wurde diese vom Chef Raketentechnik und Bewaffnung.
Der Abteilung RWD des Kommandos Landstreitkräfte waren unmittelbar keine Einheiten und Verbände unterstellt. Damit blieb die Verantwortung der Abteilung auf die fachliche Führung und Dienstaufsicht beschränkt, Material konnte von der Abteilung nicht zugewiesen werden.

### Ebene Militärbezirk

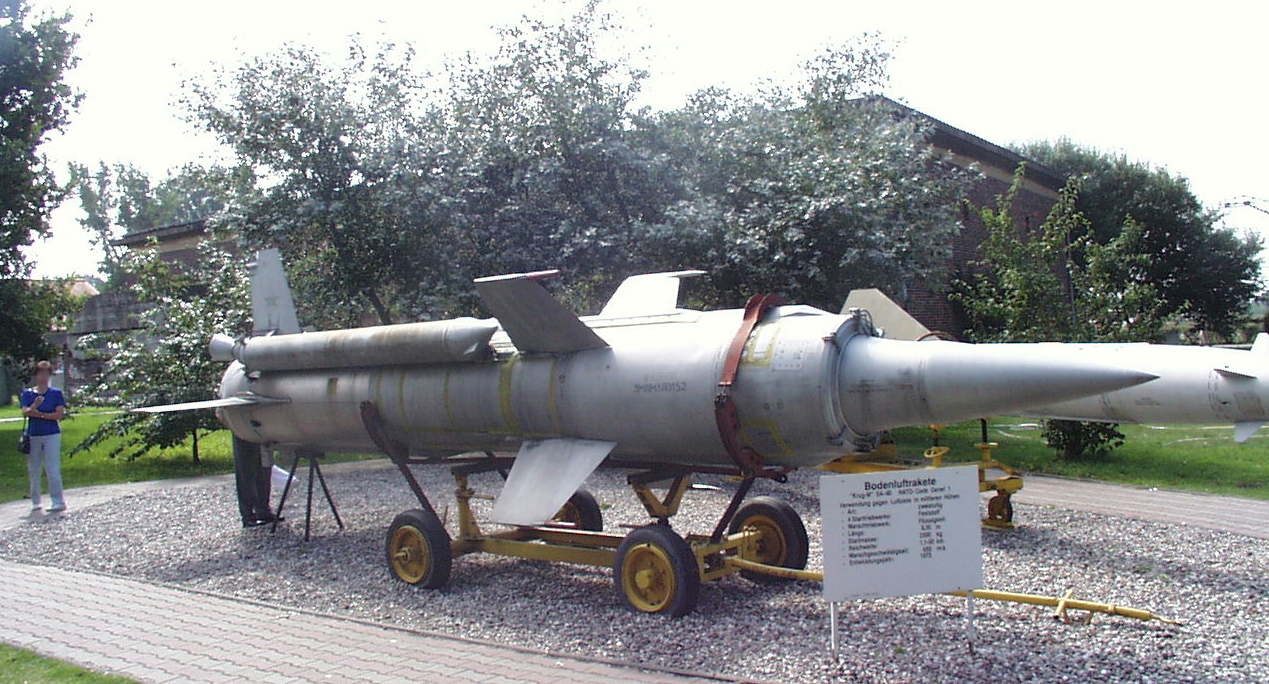
Die Fla-Raketen 3M8 des Fla-Raketensystems 2K11 Krug wurden in den Beweglichen Fla-Raketentechnischen Basen der Militärbezirke gelagert, gewartet und den Fla-Raketenregimentern der Truppenluftabwehr zugeführt.

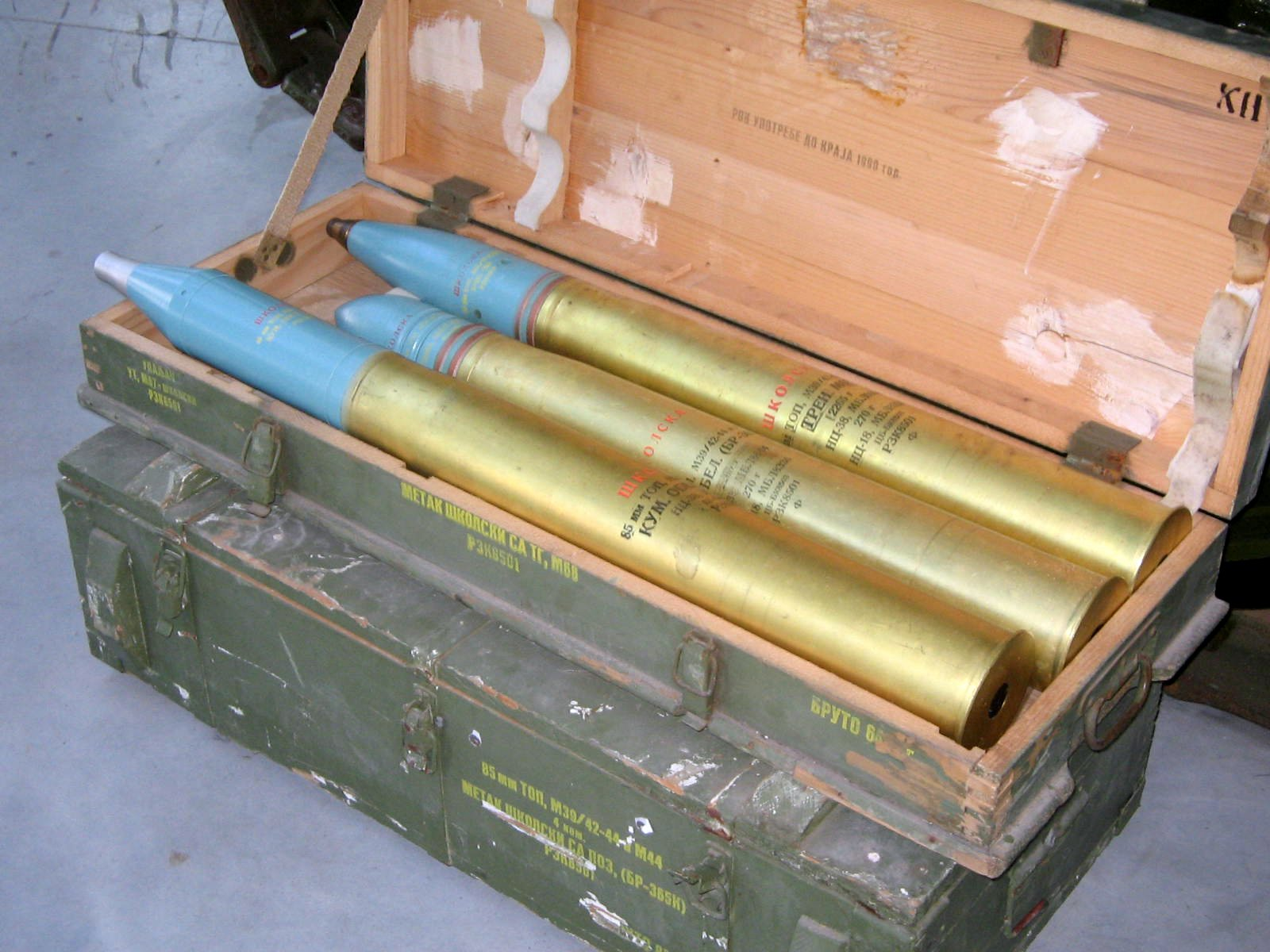
Munition aller Kaliber und Verwendungsarten wurde in den Munitionslagern der Militärbezirke gelagert, gewartet und ggf. zur Entsorgung vorbereitet

Auf der Ebene der Militärbezirke bestanden ab 1983 die Abteilungen Raketen- und Waffentechnischer Dienst. Geführt wurden diese von einem Leiter Abteilung Raketen- und Waffentechnischer Dienst, der dem Stellvertreter Chef MB und Chef Technische Dienste direkt unterstellt war. Die fachliche Führung durch die Verwaltung RWD des MfNV und die Abteilung RWD des Kommando Landstreitkräfte blieb davon unberührt. Durch die Vielzahl der dienstlichen und fachlichen Unterstellungsverhältnisse ergaben sich inkonsistente Führungsbeziehungen. Innerhalb der Abteilung bestanden drei Arbeitsgruppen: je eine für Raketentechnik und Bewaffnung, für Fla-Bewaffnung und für materielle Planung.
Da aus den im Frieden bestehenden Militärbezirken im Kriegsfall je eine Armee und ein für die Territorialverteidigung verantwortlicher Militärbezirk gebildet werden sollten, wurde aus der Abteilung RWD in diesem Fall je eine Abteilung RWD für die Feldführung und die Territoriale Führung gebildet.
Direkt unterstellt waren
- die Artilleriewerkstatt und Gerätelager – 13 (AWL-13) bzw. Artilleriewerkstatt und Gerätelager – 15 (AWL-15)
- die Bewegliche Fla-Raketentechnische Basis – 3 (B’FRTB-3) bzw. Bewegliche Fla-Raketentechnische Basis-5 (BFRTB-5)
- die Bewegliche Raketentechnische Basis – 3 (BRTB-3) bzw. Bewegliche Raketentechnische Basis – 5 (BRTB-5)
- die Munitionslager -32, – 42

Einrichtungen mit der Endziffer "3" gehörten zum Militärbezirk III in Leipzig, mit der Endziffer "5" dem Militärbezirk V in Neubrandenburg.
Die Artilleriewerkstätten und Gerätelager (AWL) waren im Frieden für die vorbeugende, planmäßige Instandsetzung der Technik und Bewaffnung der jeweiligen Militärbezirke verantwortlich. Hier wurden auch laufende Instandsetzungsarbeiten durchgeführt, um die Instandsetzungseinheiten der Verbände und Einheiten des Militärbezirkes zu unterstützen. Weiterhin wurden diese über die Artilleriewerkstätten und Gerätelager mit Schützenwaffen, artillerietechnischem Gerät, Ersatzteilen und Verbrauchsmaterial versorgt. Eine weitere Aufgabe war die Kalibrierung der eingesetzten Messtechnik in der stationären und mobilen Messtechnischen Prüfstellen (MTP). Im Krieg hätten die AWL den Kern für die Instandsetzungsbataillone Bewaffnung (IBB) der aufzustellenden Instandsetzungsbrigaden gebildet.
Die Beweglichen Fla-Raketentechnischen Basen waren für die Lagerung, Wartung und Zuführung von Fla-Raketen der Waffensysteme 2K11 Krug und 2K12 Kub zuständig. Gelagert wurde hier der sogenannte operative Vorrat an Fla-Raketen. Während der Lagerung wurden planmäßige Regelarbeiten an den Fla-Raketen durchgeführt. Jede Bewegliche Fla-Raketentechnische Basis verfügte über eine Messtechnische Prüfstelle, der die Eichung und Instandsetzung von Messgeräten der Fla-Raketenregimenter der Truppenluftabwehr oblag. Die für Ausbildungszwecke eingesetzten Lehrtrainingsraketen wurden ebenfalls in den Beweglichen Fla-Raketentechnischen Basen gewartet und instand gesetzt.
Analoge Aufgaben für die Raketenkomplexe der Armeen und Divisionen der Landstreitkräfte nahmen die Beweglichen Raketentechnischen Basen wahr.
In den Munitionslagern wurde Munition aller Kaliber und Verwendungsarten – außer Fla-Raketen und Kurzstreckenraketen – gelagert und gewartet. Nicht mehr benötigte Munition wurde von den Munitionslagern entgegengenommen und für die Entsorgung vorbereitet.
Die Abteilung RWD des Militärbezirkes war darüber hinaus für die Standortmunitionslager (St. ML) der Truppenteile und Verbände Territorialverteidigung, die Zentralen Waffenkammern (ZWK), die Materialauffüllungstellen (MASt), die WIZt und die TZ-Mun verantwortlich.

### Ebene Division

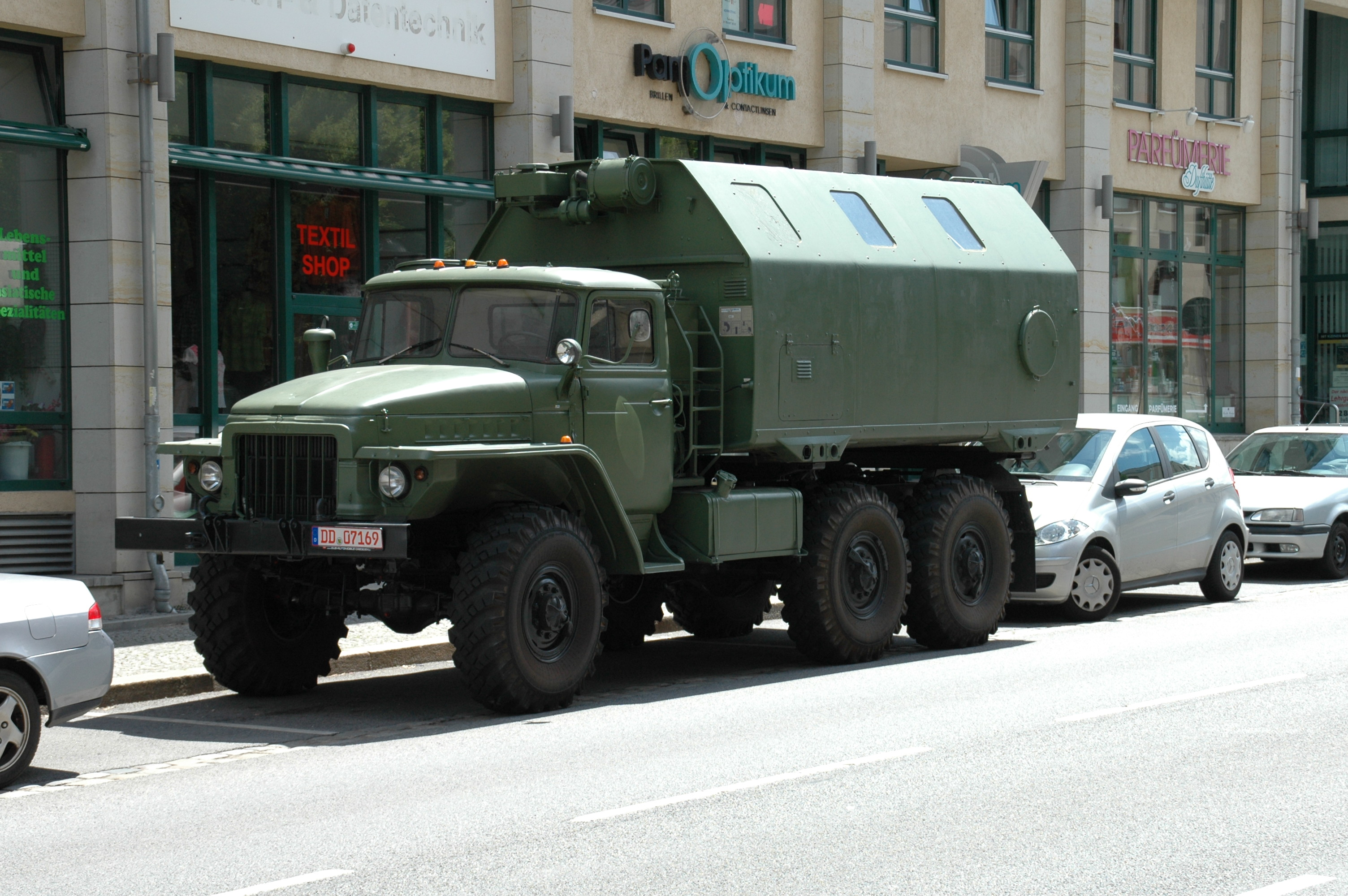
Ural-375D mit leicht absetzbaren Koffer LAK. Auf derartigen Fahrzeugen waren u. a. die in den Instandsetzungsbataillonen eingesetzten Mechanischen Werkstätten MRM bzw. MRM-M1 untergebracht. Sowohl Kofferaufbau als auch Werkstatt wurden in der DDR entwickelt.

In den Stäben der Panzer- und motorisierten Schützendivisionen der Landstreitkräfte der NVA bestand jeweils eine Unterabteilung Raketen- und Waffentechnischer Dienst. Eine Ausnahme bildeten die Mobilmachungsdivisionen, hier bestand nur eine Arbeitsgruppe Raketen- und Waffentechnischer Dienst. Diese Arbeitsgruppen wären im Kriegsfall jedoch zu Unterabteilungen aufgewachsen. Die Unterabteilungen bzw. Arbeitsgruppen wurden von einem Leiter geführt, der dem Stellvertreter des Kommandeurs für Technik und Bewaffnung der Division direkt unterstellt war. Die fachliche Führung durch die Abteilung RWD des Kommandos des jeweiligen Militärbezirks blieb davon unberührt.
Der Unterabteilung bzw. der Arbeitsgruppe waren keine Einheiten unmittelbar unterstellt, allerdings oblag diesen die fachliche Führung der speziellen Instandsetzungskompanien (im Regelfall die 3. Kompanie) und -züge der Instandsetzungsbataillone der Division bzw. der Instandsetzungskompanien der Mobilmachungsdivisionen sowie der Standortmunitionslager. In den Mobilmachungsdivisionen war die Arbeitsgruppe auch für die in den Komplexlagern langfristig aufbewahrte Technik, Bewaffnung und Munition verantwortlich. Unterhalb der Ebene Division wurden die Aufgaben des Raketen- und Waffentechnischen Dienstes in den Fla-Raketenregimentern von den Stellvertretern des Kommandeurs für Fla-Raketentechnischen Dienst (StKFRTD), in den Raketenabteilungen von den Stellvertretern des Kommandeurs Raketentechnischer Dienst (StKRTD) und in den Regimentern, selbständigen Abteilungen und Bataillonen von den Oberoffizieren bzw. den Offizieren des Raketen und Waffentechnischen Dienstes wahrgenommen. Diese unterstanden den jeweiligen Stellvertretern des Kommandeurs für Technik und Bewaffnung, der Leiter Unterabteilung bzw. Arbeitsgruppe RWD der Division war ihnen gegenüber jedoch in fachlicher Hinsicht weisungsbefugt.

## Dokumente

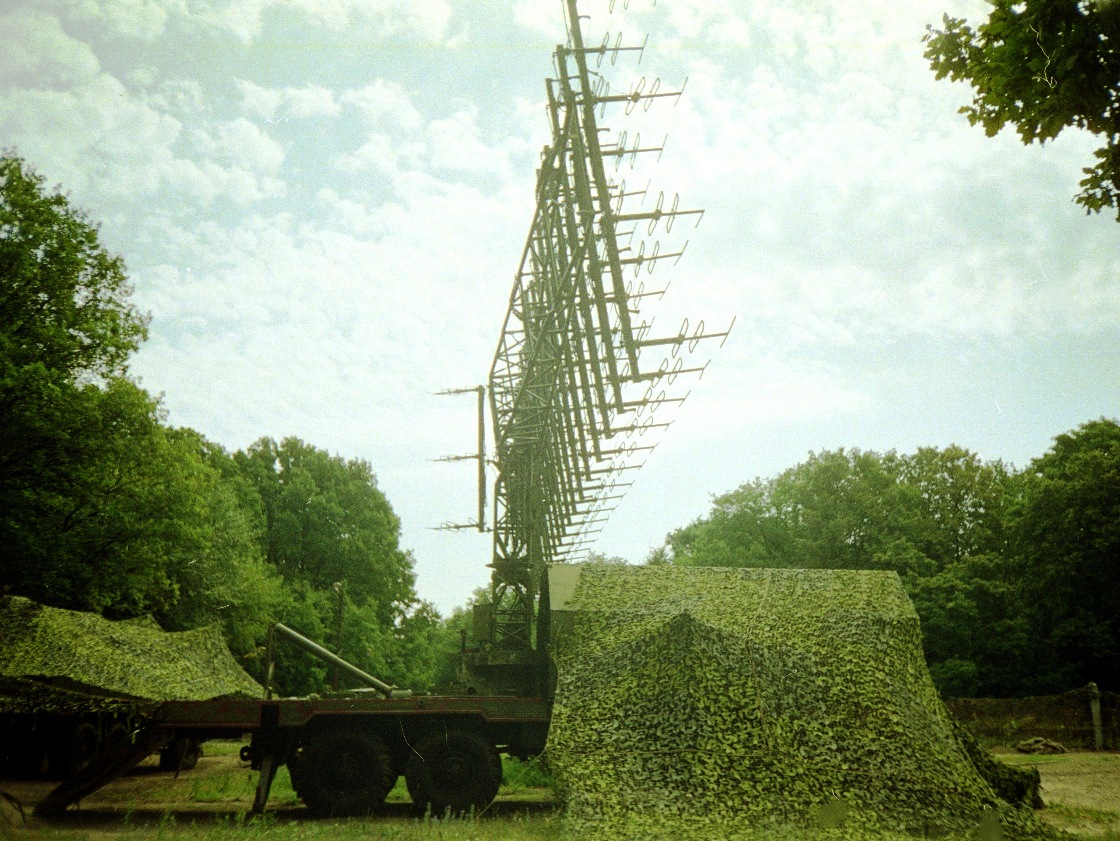
Die Radarstation 1L13 Nebo wurde noch 1989 in das Nummernverzeichnis Nr. 50 401 für Bewaffnung des Raketen- und Waffentechnischen Dienstes aufgenommen, aber nicht mehr in die NVA eingeführt.

Der RWD erarbeitete und nutzte eine Vielzahl von Dienstvorschriften, Anweisungen und Katalogen. Neben grundsätzlichen Vorschriften zur Führung des Dienstes und Einsatz der unterstellten Einheiten wurden technische Vorschriften für das zu betreuende Gerät erstellt.
Die zu betreuende Technik und Bewaffnung war im K 050/3/016 Bewaffnung in der Bedarfsträgerschaft des RWD – takt. technische Angaben – enthalten. Dieser Katalog ist ein vollständiges Verzeichnis aller in Verantwortung des RWD genutzten Fahrzeuge, Waffen und Geräte und enthält die wichtigsten Angaben zu dieser Technik. Der Katalog wurde periodisch aktualisiert.
Da die in der NVA genutzte Technik und Bewaffnung keinem einheitlichen Bezeichnungssystem folgte, wurde das Nummernverzeichnis Nr. 50 401 für Bewaffnung des Raketen- und Waffentechnischen Dienstes erstellt. Es ermöglichte eine eindeutige Identifizierung von Munition, Fahrzeuge, Waffen und Gerät unabhängig von den diversen Bezeichnungssystemen der Hersteller, anderer Streitkräfte oder von Tarnbezeichnungen. Jedem Gerät wurde dabei eine sechsstellige Nummer zugewiesen. So erhielt beispielsweise die Aufklärungs- und Leitstation 1S91M1  des Fla-Raketensystems 2K12 die Nummer 92 01 00, die Version 1S91M2 die Nummer 93 01 00. Diese Nummer wurde für Bestandsnachweisführung und Instandsetzungsplanung sowie für interne Dokumente genutzt, war aber außerhalb des RWD kaum bekannt, da sie geheim gehalten wurde.  In der letzten, 1989 erschienenen, Ausgabe des Nummernverzeichnis wurde Technik aufgeführt, die ab 1990 zur Einführung vorgesehen war. Aufgrund der gesellschaftlichen Veränderungen in der DDR wurde diese Technik jedoch nicht mehr importiert. Im Einzelnen handelt es sich um:
- das Aufklärungs- und Führungssystem 9S80 Sborka
- den Führungs- und Auswertekomplex 9S467-2 Pori-P2
- das Automatisierte Führungssystem 9S468M Poljana-D1
- die Funkmessstation 1L13-1 Nebo-SW